# العملات التذكارية الباكستانية
العملات التذكارية هي عملات معدنية صدرت لإحياء ذكرى حدث أو قضية معينة أو صدرت في مناسبات خاصة لإحياء مناسبات أو خدمات أبطال وطنيين أو شخصيات معروفة قدموا خدمات خاصة ومهمة وكبيرة في سجلات التاريخ الوطني.
معظم هذه العملات المعدنية مخصصة للتجميع فقط وليست جزءًا من العملات المتداولة. بناءً على نصيحة حكومة باكستان يصدر بنك الدولة الباكستاني مثل هذه العملات المعدنية بين الحين والآخر.

## القائمة
| #      | العملة           | تاريخ الاصدار   | المناسبة | التكوين                                          | الشكل و الوزن | عدد العملات المضروبة                           | المرجع |
| ------ | ---------------- | --------------- | --- | ------------------------------------------------ | --- | ---------------------------------------------- | ------ |
| 1      | 50 عملة بايسا    | ديسمبر 22, 1976 | ذكرى ميلاد محمد علي جناح | نيكل نحاسي: نحاس 75% ; نيكل 25%                  | يجب أن تكون العملة مستديرة ب 130 سنًا, وقطر 24 ملم و 5.83 غرام (1/40من الوزن)                                                 | 56,00,000                                      | [ 2 ]  |
| 2      | 1 عملة الروبية   | 1977            | المئوية لميلاد محمد إقبال | نيكل نحاسي: نحاس 75% ; نيكل 25%                  | يجب أن تكون العملة مستديرة ب 110 سنًا, وقطر 27.5 ملم و 7.5 غرام (1/40من الوزن)                                                | 1,500 و 2,800 تجريبية. (7.5 غرام (0.26 أونصة)) | [ 2 ]  |
| 3      | 1 عملة الروبية   | فبراير 22, 1977 | منارة القمة الإسلامية | نيكل نحاسي: نحاس 75% ; نيكل 25%                  | يجب أن تكون العملة مستديرة ب a وقطر 27.5 ملم و 7.5 غرام (1/40من الوزن).                                                      | 50,74,000                                      | [ 2 ]  |
| 4- (a) | 50 عملة بايسا    | نوفمبر 5, 1980  | قدوم القرن الخامس عشر هجري | نيكل نحاسي: نحاس 75% ; نيكل 25%                  | يجب أن تكون العملة مستديرة ب سنًا, وقطر 23.00 ملم و 5.00 غرام (1/40من الوزن)                                                  | 45,60,000                                      | [ 2 ]  |
| 4- (b) | 1 عملة الروبية   | نوفمبر 5, 1980  | قدوم القرن الخامس عشر هجري | نيكل نحاسي: نحاس 75% ; نيكل 25%                  | يجب أن تكون العملة مستديرة ب سنًا, وقطر 26.5 ملم و 6.5 غرام (1/40من الوزن)                                                    | 42,33,000                                      | [ 2 ]  |
| 5      | 1 عملة الروبية   | أكتوبر 16, 1982 | يوم الغذاء العالمي التابع لمنظمة الأغذية والزراعة                                                                              | نيكل نحاسي: نحاس 75% ; نيكل 25%                  | يجب أن تكون العملة مستديرة ب سنًا, وقطر 25 ملم و 6.0 غرام (1/40من الوزن)                                                      | 12,67,000                                      | [ 2 ]  |
| 6      | 5 عملة الروبية   | يناير 29, 1996  | الذكرى الخمسين للأمم المتحدة                                                                                                   | نحاس برونزي 97% زنك 2.5% وقصدير 0.5%             | يجب أن تكون العملة مستديرة ب 200 سنًا, وقطر 35 مليمتر (1.4 بوصة) و 20.0 غرام (0.71 أونصة) (لا تتجاوز 1/40 من الوزن)           | 5,00,000                                       | [ 2 ]  |
| 7      | 50 عملة الروبية  | مارس 22, 1997   | اليوبيل الذهبي لباكستان | نيكل نحاسي: نحاس 75% نيكل 25%                    | يجب أن تكون العملة مستديرة ب 200 سنًا على الحافة, وقطر 35 مليمتر (1.4 بوصة) و 20.0 غرام (0.71 أونصة) (لا تتجاوز 1/40من الوزن) | 500,000                                        | [ 2 ]  |
| 8      | 10 عملة الروبية  | أغسطس 13, 1998  | اليوبيل الفضي لمجلس الشيوخ الباكستاني                                                                                          | نيكل نحاسي, نحاس 75%, نيكل 25%                   | , بسماكة 27.50 ملم (و وزن 8.25 غرام).                                                                                        | 100,000                                        | [ 2 ]  |
| 9      | 10 عملة الروبية  | يوليو 31, 2003  | سنة 2003 كمادري-ميلات محترمة فاطمة جناح                                                                                        | نيكل نحاسي, نحاس 75%, نيكل 25%                   | يجب أن تكون العملة مستديرة, بسماكة 27.50 ملم (و وزن 8.25 غرام).                                                              | 100,000                                        | [ 2 ]  |
| 10     | 10 عملة الروبية  | ديسمبر 26, 2008 | الذكرى السنوية الأولى لوفاة رئيسة الوزراء السابقة بنظير بوتو                                                                   | نيكل نحاسي: نيكل نحاسي, نحاس 75%, نيكل 25%.      | يجب أن تكون العملة مستديرة, بسماكة 27.5 مليمتر (1.08 بوصة) و وزن 8.25 غرام (0.291 أونصة) العلاج المسموح به لا تتجاوز 1/40)   | 300,000                                        | [ 3 ]  |
| 11     | 10 عملة الروبية  | أكتوبر 1, 2009  | للتعبير عن التضامن والوحدة مع جمهورية الصين الشعبية في الذكرى الستين لتأسيسها.                                                 | نيكل نحاسي, نحاس 75%, نيكل 25%.                  | يجب أن تكون العملة مستديرة, بسماكة 27.5 مليمتر (1.08 بوصة) و وزن 8.25 غرام (0.291 أونصة) (العلاج المسموح به لا تتجاوز 1/40)  | 100,000                                        | [ 4 ]  |
| 12     | 20 عملة الروبية  | مايو 21, 2011   | تخليدًا للذكرى الستين لإقامة العلاقات الدبلوماسية بين باكستان والصين، بالإضافة إلى الاحتفال بـ "عام صداقه باكستان والصين 2011". | نيكل نحاسي, نحاس 75%, نيكل 25%                   | يجب أن تكون العملة مستديرة, بسماكة 30 ملم (و وزن 9.5 غرام).                                                                  | 100,000                                        | [ 5 ]  |
| 13     | 20 عملة الروبية  | مايو 28, 2011   | لتخليد الذكرى الـ 150 لتأسيس كلية لورنس، غورا غالي، مري.                                                                       | نيكل نحاسي, نحاس 75%, نيكل 25%                   | يجب أن تكون العملة مستديرة, بسماكة 30 ملم (و وزن 9.5 غرام).                                                                  | 100,000                                        | [ 6 ]  |
| 14     | 25 عملة الروبية  | يونيو 2, 2014   | لأحياء الذكرى اليوبل الذهبية لقوة الغواصات في البحرية الباكستانية.                                                             | نيكل نحاسي, نحاس 75%, نيكل 25%                   | يجب أن تكون العملة مستديرة, بسماكة 30 ملم (و وزن 12 غرام).                                                                   | 50,000                                         | [ 2 ]  |
| 15     | 20 عملة الروبية  | يناير 31, 2015  | لإحياء "عام التبادل الودي بين باكستان والصين 2015".                                                                            | نيكل نحاسي, نحاس 75%, نيكل 25%                   | يجب أن تكون العملة مستديرة, بسماكة 27.5 ملم (و وزن 10 غرام).                                                                 | 100,000                                        | [ 7 ]  |
| 16     | 20 عملة الروبية  | مارس 16, 2015   | لإحياء الذكرى المئوية لمجد الكلية الإسلامية بيشاور.                                                                            | نيكل نحاسي, نحاس 75%, نيكل 25%                   | يجب أن تكون العملة مستديرة, بسماكة 30 ملم (و وزن 12 غرام).                                                                   | 50,000                                         | [ 8 ]  |
| 17     | 50 عملة الروبية  | مارس 31, 2017   | تقديراً للخدمات التي قدمها عبد الستار إيدي.                                                                                     | نيكل نحاسي, نحاس 75%, نيكل 25%.                  | يجب أن تكون العملة مستديرة, بسماكة 30 ملم (و وزن 13.5 غرام).                                                                 | 100,000                                        | [ 9 ]  |
| 18     | 50 عملة الروبية  | مايو 9, 2018    | تقديراً للخدمات المقدمة من قبل روت بفاو.                                                                                        | نيكل نحاسي, نحاس 75%, نيكل 25%                   | يجب أن تكون العملة مستديرة, بسماكة 30 ملم (و وزن 13.5 غرام).                                                                 | 100,000                                        | [ 10 ] |
| 19     | 50 عملة الروبية  | أكتوبر 17, 2018 | لإحياء الذكرى الـ 200 لسير سيد أحمد خان.                                                                                       | نيكل نحاسي, نحاس 75%, نيكل 25%                   | يجب أن تكون العملة مستديرة, بسماكة 30 ملم (و وزن 13.5 غرام).                                                                 | 100,000                                        | [ 11 ] |
| 20     | 50 عملة الروبية  | ديسمبر 10, 2018 | لتخليد اليوم الدولي لمكافحة الفساد.                                                                                            | نيكل نحاسي, نحاس 75%, نيكل 25%.                  | يجب أن تكون العملة مستديرة, بسماكة 30 ملم ( أن دي وزن 13.5 غرام).                                                            | 100,000                                        | [ 12 ] |
| 21     | 550 عملة الروبية | نوفمبر 12, 2019 | بمناسبة الذكرى الخامس مئة والخمسين لمؤسس السيخية بابا غورو ناناك                                                               | نيكل نحاسي, نحاس 75% & نيكل 25%                  | يجب أن تكون العملة مستديرة, السماكة: 30.0 ملم الوزن: 13.5 غرام                                                               | 100,000                                        | [ 13 ] |
| 22     | 40 عملة الروبية  | فبراير 17, 2020 | مؤتمر لإحياء الذكرى الأربعين لوصول اللاجئين الأفغان إلى باكستان.                                                               | نيكل نحاسي, نحاس 75%, نيكل 25%.                  | يجب أن تكون العملة مستديرة, بسماكة 27.5 ملم (و وزن 10 غرام).                                                                 | 10,000                                         | [ 2 ]  |
| 23     | 70 عملة الروبية  | يونيو 11, 2021  | لإحياء الذكرى السبعين لإقامة العلاقات الدبلوماسية بين باكستان والصين.                                                          | نيكل نحاسي, نحاس 75%, نيكل 25%.                  | يجب أن تكون العملة مستديرة, بسماكة 30 ملم (و وزن 13 غرام).                                                                   | 100,000                                        | [ 14 ] |
| 24     | 100 عملة الروبية | أغسطس 13, 2021  | لتخليد الذكرى المئوية لجامعة نادرشاه إيدولجي دينشاه كراتشي.                                                                    | نيكل نحاسي, نحاس 75%, نيكل 25%.                  | يجب أن تكون العملة مستديرة, بسماكة 30 ملم (و وزن 13 غرام).                                                                   | 50,000                                         | [ 15 ] |
| 25     | 70 عملة الروبية  | أكتوبر 15, 2021 | لإحياء الذكرى السبعين لإقامة العلاقات الدبلوماسية بين باكستان وألمانيا.                                                        | نيكل نحاسي, نحاس 75%, نيكل 25%.                  | يجب أن تكون العملة مستديرة, بسماكة 30 ملم (و وزن 13 غرام).                                                                   | ?                                              | [ 16 ] |
| 26     | 100 عملة الروبية | نوفمبر 15, 2021 | لإحياء الذكرى المئوية لتأسيس جامعة الهندسة والتكنولوجيا (يو إي تي) في لاهور.                                                   | نيكل نحاسي, نحاس 75%, نيكل 25%.                  | يجب أن تكون العملة مستديرة, بسماكة 30 ملم (و وزن 13.5 غرام).                                                                 | ?                                              | [ 17 ] |
| 27     | 50 عملة الروبية  | ديسمبر 9, 2021  | للاحتفال باليوبيل الذهبي للغواصة بيه أن أس هانغور.                                                                             | نيكل-Brass Contents, نحاس 79%, زنك 20%, نيكل 1%. | يجب أن تكون العملة مستديرة, بسماكة 27.5 ملم (و وزن 11 غرام).                                                                 | 50,000                                         | [ 18 ] |
| 28     | 50 عملة الروبية  | مارس 17, 2023   | للاحتفال باليوبيل الذهبي لمجلس الشيوخ الباكستاني.                                                                              | نيكل نحاسي, نحاس 75%, نيكل 25%.                  | يجب أن تكون العملة مستديرة, بسماكة 30 ملم (و وزن 13.5 غرام).                                                                 | 100,0000                                       | [ 19 ] |
| 29     | 50 عملة الروبية  | ابريل 14, 2023  | للاحتفال باليوبيل الذهبي لدستور باكستان لعام 1973.                                                                             | نيكل نحاسي, نحاس 75%, نيكل 25%.                  | يجب أن تكون العملة مستديرة, بسماكة 30 ملم (و وزن 13.5 غرام).                                                                 | ?                                              | [ 20 ] |
| 30     | 100 عملة الروبية | أغسطس 11, 2023  | لتخليد الذكرى السنوية العاشرة لممر الصين-باكستان الاقتصادي.                                                                    | نيكل نحاسي, نحاس 75%, نيكل 25%.                  | يجب أن تكون العملة مستديرة, بسماكة 30 ملم (و وزن 13.5 غرام).                                                                 | ?                                              | [ 21 ] |
| 31     | 75 عملة الروبية  | أغسطس 25, 2023  | لإحياء الذكرى الخامسة والسبعين للعلاقات الدبلوماسية بين باكستان والولايات المتحدة.                                             | نيكل نحاسي, نحاس 75%, نيكل 25%.                  | يجب أن تكون العملة مستديرة, بسماكة 30 ملم (و وزن 13.5 غرام).                                                                 | ?                                              | [ 22 ] |
| 32     | 55 عملة الروبية  | نوفمبر 22, 2024 | للاحتفال بالعيد الخمس مئة وخمس وخمسين لميلاد بابا غورونانك ديف جي                                                              | 79% نحاس أصفر, 20% زنك, و1% نيكل                 | يجب أن تكون العملة مستديرة, بسماكة 30 ملم (و وزن 13.5 غرام).                                                                 | ?                                              | [ 23 ] |

## الروابط الخارجية
- الموقع الرسمي

قالب:Pakistani rupee coins and banknotes